# Championnat d'Islande de football de deuxième division 1991
Navigation
Saison précédente Saison suivante
La saison 1991 de 2. Deild était la 37e édition de la deuxième division islandaise. Les 10 clubs jouent les uns contre les autres lors de rencontres disputées en matchs aller et retour.
Les 2 premiers du classement en fin de saison sont promus en 1. Deild, tandis que les 2 derniers sont relégués en 3. Deild.
Les 2 clubs relégués de l'élite la saison précédente, l'ÍA Akranes et le þor Akureyri, remontent immédiatement en première division.
En bas de classement, l'un des promus, le Haukar Hafnarfjörður est relégué en compagnie du Tindastóll Sauðárkrókur. Ils joueront la saison prochaine en 3e division.

## Compétition

### Classement
Le barème de points servant à établir le classement se décompose ainsi :
- Victoire : 3 points
- Match nul : 1 point
- Défaite : 0 point

| Rang | Équipe                  | Pts | J  | G  | N | P  | Bp | Bc | Diff |
| ---- | ----------------------- | --- | -- | -- | - | -- | -- | -- | ---- |
| 1    | ÍA Akranes R            | 43  | 18 | 14 | 1 | 3  | 55 | 12 | +43  |
| 2    | þor Akureyri R          | 35  | 18 | 11 | 2 | 5  | 38 | 22 | +16  |
| 3    | ÍBK Keflavík            | 34  | 18 | 10 | 4 | 4  | 47 | 22 | +25  |
| 4    | UMF Grindavík           | 33  | 18 | 10 | 3 | 5  | 28 | 17 | +11  |
| 5    | þrottur Reykjavik P     | 30  | 18 | 9  | 3 | 6  | 33 | 25 | +8   |
| 6    | Fylkir Reykjavik        | 27  | 18 | 7  | 6 | 5  | 31 | 22 | +9   |
| 7    | IR Reykjavik            | 26  | 18 | 8  | 2 | 8  | 43 | 35 | +8   |
| 8    | UMF Selfoss             | 17  | 18 | 5  | 2 | 11 | 23 | 38 | -15  |
| 9    | Haukar Hafnarfjörður P  | 8   | 18 | 2  | 2 | 14 | 16 | 67 | -51  |
| 10   | Tindastóll Sauðárkrókur | 4   | 18 | 1  | 1 | 16 | 18 | 72 | -54  |

|  | Promu en 1. Deild      |
|  | Relégation en 3. Deild |

## Bilan de la saison
| Promotion et relégation |                                              |
| Relégué en 3. Deild     | Haukar Hafnarfjörður Tindastóll Sauðárkrókur |
| Promu en 1. Deild       | ÍA Akranes þor Akureyri                      |

## Meilleurs buteurs
| # | Buteurs            | Clubs             | Nb de Buts |
| - | ------------------ | ----------------- | ---------- |
| 1 | Arnar Gunnlaugsson | ÍA Akranes        | 18         |
| 2 | Tryggvi Gunnarsson | IR Reykjavik      | 14         |
| 3 | Kjartan Einarsson  | ÍBK Keflavík      | 12         |
| 4 | Goran Micic        | þrottur Reykjavik | 11         |
| 4 | þordur Gudjonsson  | ÍA Akranes        | 11         |
| 4 | Halldor Askelsson  | þor Akureyri      | 11         |